# Antimitochondriale Antikörper
Antimitochondrialen Antikörper (AMA) sind im Serum eines Patienten nachweisbare Autoantikörper gegen Mitochondrien. 

## Nachweis und typische Werte
Der Nachweis erfolgt im Labor zunächst meist mittels indirekten Immunfluoreszenztests als Suchtest. Dabei werden in der Regel Organ-Schnitte von der Ratte verwendet (z. B. Leber, Magen, Niere). Als Bestätigungstests dienen Immunoblots oder ELISAs, die bestimmte Subtypen der AMA als spezifische Antigene verwenden. Von hoher diagnostischer Relevanz ist insbesondere der Subtyp M2.
Das Ergebnis einer Untersuchung auf AMA wird häufig in Form eines Titers angegeben. Dabei werden Titer bis 1:10 im Allgemeinen als normal betrachtet. Ebenso üblich ist die Angabe in Form von IU/ml, wobei Werte <4.0 als normal angesehen werden.

## Zusammenhang mit Krankheiten
Die Untersuchung auf AMA ist sinnvoll bei konkretem Verdacht auf primär biliäre Cholangitis oder bei einer unklaren Lebererkrankung, bei der eine Autoimmun-Erkrankung als Ursache in Betracht kommt.
Man findet AMA vom Subtyp M2 vorwiegend bei primär biliärer Cholangitis (Spezifität ca. 95 %). Weiterhin werden AMA gelegentlich bei Autoimmunhepatitis, systemischer Sklerodermie, Polymyositis und CREST-Syndrom nachgewiesen, selten auch bei Antiphospholipidsyndrom, Autoimmunerkrankungen der Schilddrüse und Lupus erythematodes.